# Heinrich Eddelien
Matthias Heinrich Elias Eddelien (født 22. januar 1802 i Greifswald, død 24. december 1852 i Stuer, Mecklenburg-Schwerin) var en dansk historiemaler af tysk herkomst.
Eddelien ankom som ung til København og blev 1821 optaget på Det Kongelige Danske Kunstakademi, hvor han studerede under Christoffer Wilhelm Eckersberg blandt andre. Han vandt akademiets store guldmedalje 1837, og var 1839-1843 på studierejse i Italien og Tyskland.
Eddelien malede portrætter, alterstykker og dekorationsmalerier, blandt andet 'det pompejanske gemak' i Christian VIII's Palæ på Amalienborg.
|  |  |  | Eddeliens hovedværk er udsmykningen af Christian 4.'s Kapel i Roskilde Domkirke. Rammen til højre viser Christian 4. på "Trefoldigheden" For Eddelien var det et anstrengende arbejde der forværrede en allerede begyndende lammelse i højre arm. Han døde 1852 på kurophold i Bad Stuer i Mecklenburg. |

## Billeder
| - Andre værker af Heinrich Eddelien - En ung faun i færd med at plukke druer Ml. 1817 og 1830 - Malerkunstens oprindelse, 1831 - Nausikaa og hendes tjenestepiger bringer klæder til den skibbrudne Odysseus Ml. 1821 og 1852 - Fra Hellas, 1845 |